# Janusz Gałązka
Janusz Gałązka (Mińsk Mazowiecki, 26 de abril de 1987) é um voleibolista profissional polonês, jogador posição central. 

## Títulos
Clubes
Taça Challenge:
- 2012

Campeonato da Polônia I Liga:
- 2013
- 2016, 2021